# Reticutriton lineatus
Reticutriton lineatus is een slakkensoort uit de familie van de Cymatiidae. De wetenschappelijke naam van de soort werd voor het eerst geldig gepubliceerd in 1833 door Broderip als Triton lineatus.